# Долгополов Ніфонт Іванович
Ніфонт Іванович Долгополов (7 квітня, 1857, Бирюч, Воронезька губернія — 16 січня 1922, Астрахань) — лікар, депутат Державної думи Російської імперії II скликання від Нижнього Новгорода.

## Біографія
Ніфонт Іванович Долгополов народився 7 квітня 1857 року в дворянській родині в місті Бірюч Бірюченського повіту Воронезької губернії. Його батько служив писарем канцелярії бірюченського повітового голови дворянства. За даними сучасних джерел, Долгополов визначав свою національність як «малорос», тобто українець.

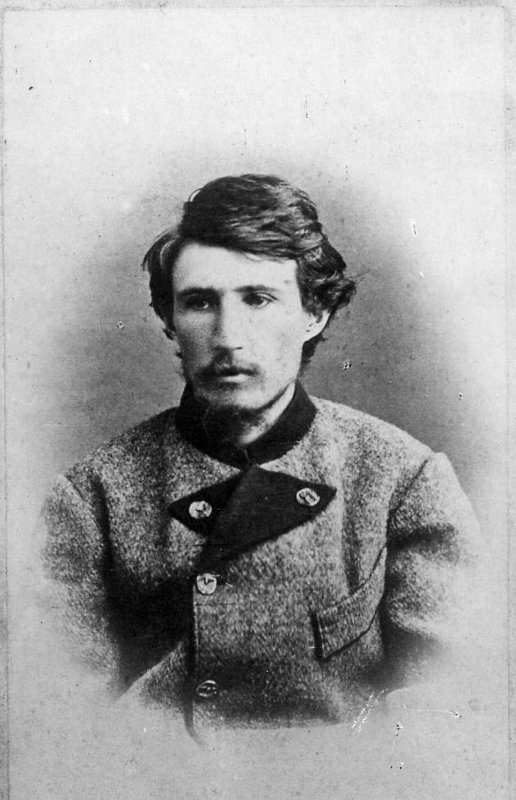
Ніфонт Долгополов, 1881

Навчався у Воронезькій духовній семінарії, але не закінчив (був звільнений з 5 класу за власним бажанням). Навчався на медичному факультеті Імператорського Харківського університету. У 1878—1879 роках входив у харківський революційний гурток під керівництвом П.Телалова, І.Глушкова та І.Блінова. Брав участь у студентських заворушеннях під час похорону студента Синдєєва у вересні 1878 року та при проводах студентів, висланих з Харкова. Підозрювався у поширенні серед студентів революційної літератури.

### Робота в медицині після першого заслання
1879 року був на 5-му курсі університету. 4(16) (або 5 (17)) листопада 1879 року після безрезультатного обшуку, заарештований і утримувався в «арештантських ротах». 23 листопада за розпорядженням Харківського губернатора Віктора Вільгельмовича фон Валя висланий до Західного Сибіру. Спершу відправлений до Вишневолоцької пересильної в'язниці, звідки лише 5 травня відправлений до місця заслання.
З 23 серпня жив у засланні в місті Кургані Тобольської губернії. Там він отримав можливість працювати за фахом у міській лікарні. Але після відмови скласти присягу Олександру III за розпорядженням губернатора Володимира Андрійовича Лисогорського його було звільнено з лікарні, бо нібито «шкідливо діяв на хворих». Постановою Особливої наради від 12 квітня 1882 року термін нагляду було визначено на 5 років, починаючи з 9 вересня 1881 року.
У жовтні 1882 року за самовільні відлучки відправлений до Сургута. Але через осіннє бездоріжжя залишений у Тюкалінську. Там йому заборонили займатися лікарською практикою, посаджений справником у в'язницю за вилучення кулі з ноги дружини тюкалинського міського голови без дозволу. На вимогу місцевих жителів звільнено, але за шкідливий вплив на них тобольський губернатор перевів у 1883 році Долгополова в село Пелимське. Захворів на тиф і залишений в Ішимі.
У 1884 році переведений до Семипалатинська. Там Долгополов познайомився і потоваришував із класиком казахської літератури Абаєм Кунанбаєвим. Вважається, що він сильно вплинув на Абая, пробудив інтерес до європейської поезії та філософії. Так, наприклад, саме від Долгополова Абай отримав російський переклад першого тому «Історії розумового розвитку Європи» Джона Вільяма Дрейпера, від нього ж уперше почув вірші Лонгфелло.
Влітку 1886 року з дозволу адміністрації відвідав Катон-Карагай. На засланні також займався журналістикою, публікував статті в «Сибірській газеті», відправляв кореспонденції до «Єкатеринбурзького тижня». Провів краніологічне дослідження казахів. У Сибіру зустрічався із Дж. Кеннаном, у книзі якого «Siberia and the Exile System» Долгополову присвячено кілька спеціальних сторінок.

### Перше заслання

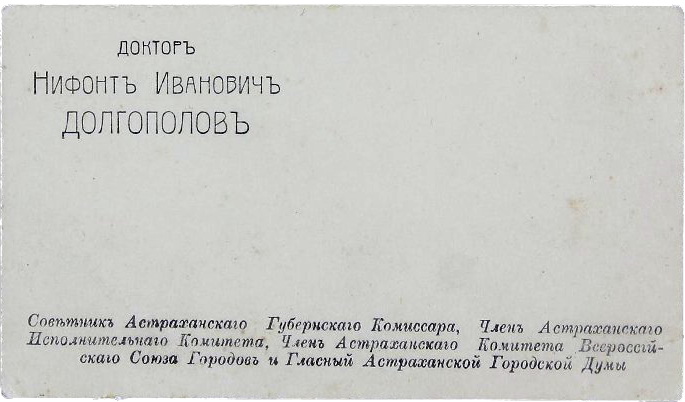
Візитівка професора Н. І. Долгополова

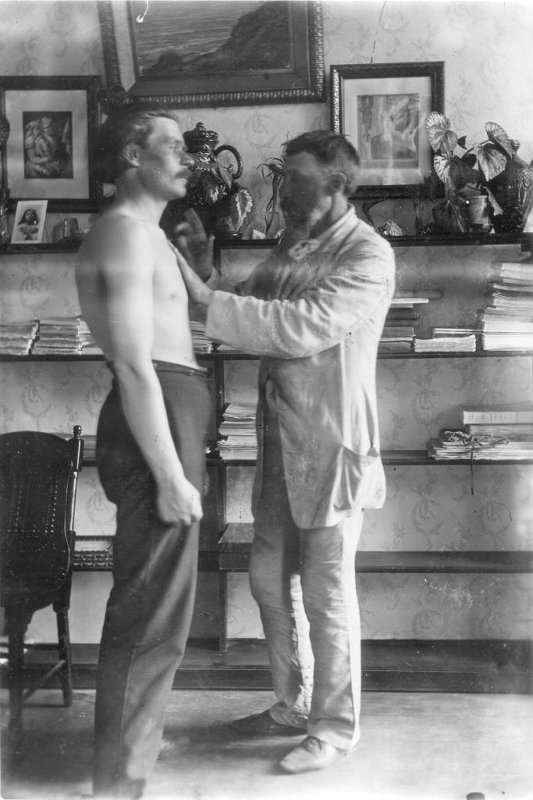
Максим Горький на прийомі в доктора Ніфонта Івановича Долгополова.

Після закінчення нагляду 9(21) вересня 1886 року виїхав до Харкова, але був висланий звідти до Казані . У листопаді 1886 року отримав дозвіл закінчити освіту в Харківському університеті. Відновився в університеті в 1887 році, і у вересні того ж року, витримавши випробування на звання повітового лікаря, з відзнакою його закінчив. У 1889—1891 роках служив лікарем на цукроварних заводах братів Борисовських в Олексієво-Дружківці Катеринославської губернії . Займався приватною практикою у цій та Харківській губерніях .
В 1890 отримав дозвіл на державну службу. З 1891 служив ординатором хірургічного відділення Курської земської лікарні. У 1893—1895 роках був лікарем у благодійних установах у Курську. У 1895 йому було дозволено виїхати до Санкт-Петербурга для складання іспиту на ступінь доктора медицини. З червня 1895 по 1896 — лікар тульської ділянки Московсько-Курської залізниці, у зв'язку зі службою переїхав до Тули.
Проживаючи в Тулі, через домашнього лікаря родини Толстих Холевінську познайомився з Левом Толстим, разом із дружиною гостював у нього в Ясній Поляні.
У 1896 році отримав право повсюдного проживання, переїхав до Москви, де деякий час працював лікарем на Курському вокзалі. Деякий час працював дільничним лікарем залізничної станції «Нижній» (місто Нижній Новгород). У 1897—1905 роках старший лікар «Бабушкінської» міської лікарні в Канавіні(Нижній Новгород). Ця лікарня була заснована в 1886 році, коли нижегородський купець Бабушкін пожертвував місту свій кам'яний будинок і капітал для відкриття та утримання лікарні в Канавіні. Долгополов проводив складні хірургічні операції, вів амбулаторний прийом, відвідував хворих робітників вдома. Мав земельну ділянку площею 2 десятини. Його заробіток становив 2 тисячі рублів на рік. Він був відомий як лікар у всіх верствах суспільства: від мільйонерів до бідняків — серед перших він став відомим як першокласний лікар, серед низів суспільства він славився як лікар-безсрібник (з бідних він не лише не брав грошей за візит, а й часом сам давав власні кошти на ліки).
25 липня (7 серпня) 1905 року на засіданні міської санітарної комісії Долгополов пропонував відкрити в Канавині міський притулок, хотів поліпшити санітарні умови в містечку, наполягав на притягенні до відповідальності утримувачів притулків.
Брав участь у роботі 4-го з'їзду земських лікарів Нижегородської губернії, на ньому виступив з доповіддю про зв'язок міської та губернської земської лікарсько-санітарної організації. Брав активну участь у Пирогівських з'їздах, на яких прочитав доповіді з суспільно-наукових питань. Спільно з професором О. П. Воскресенським був ініціатором установи Комісії з поширення гігієнічних знань. На VIII Пирігівському з'їзді він виступав на захист книги В. В. Вересаєва «Записки лікаря», а також зробив повідомлення про стан фабричної медицини. Член Нижегородського відділення Російського товариства охорони народного здоров'я. На засіданнях товариства виступав за широке проведення серед населення санітарної освіти — бесід та читань на природні та медичні теми.
Будинок Долгополова був дуже гостинним, у нього бували: М.Горький, В. Г. Короленко, С. Г. Скиталець, С. І. Міцкевич, В. Н. Золотницький, М. О. Семашко, М. В. Володимирський, проїздом зупинявся А. П. Чехов.
У день смерті Т. Г. Шевченка Долгополов щороку влаштовував у себе вдома «Шевченківські вечори». На стіні висів портрет поета, прикрашений квітами та колоссям жита. Присутні декламували вірші Кобзаря, співали українських пісень. Незмінним учасником Шевченківських вечорів був М.Горький. Святвечір у будинку Долгополова відзначали, дотримуючись українського народного звичаю: у кутку їдальні на стіл клали сіно зі смаженою пшеницею (кутя) і узвар, тут же стояв глечик із ситою (мед, розчинений у воді).

### Політична та громадська робота після першого заслання

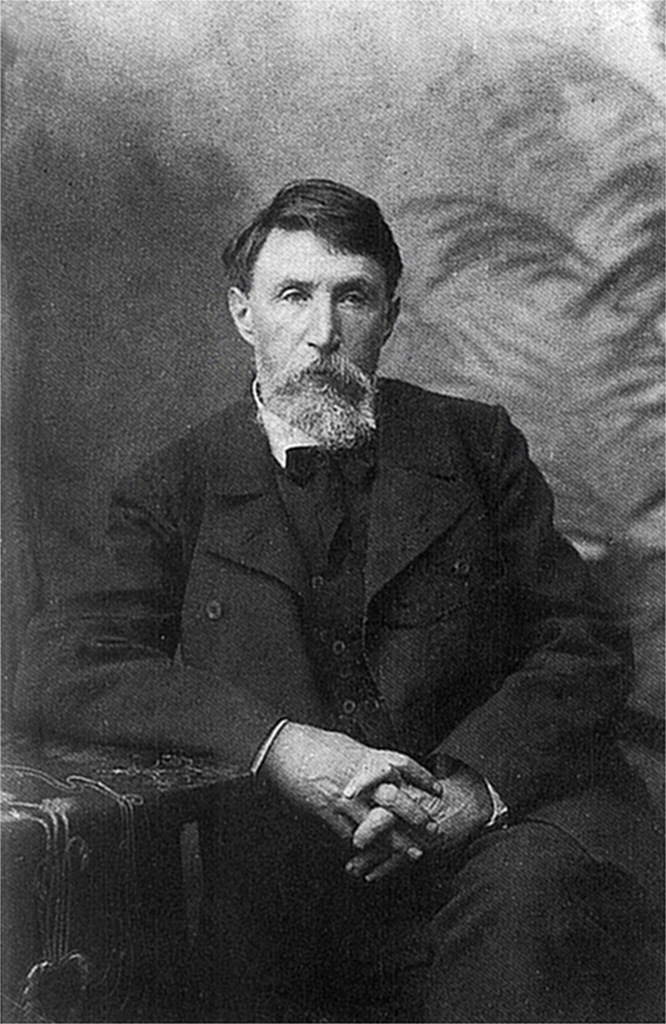
Н. І. Долгополов, 1907

У 1900 році їздив з дружиною за кордон, де, за агентурними даними, зустрічався в Лондоні з П. О. Кропоткіним, Ф. В. Волховським, М. В. Чайковським. 1902 року обраний розпорядником коштів, зібраних на користь засуджених першотравневих демонстрантів. У вересні 1902 року допоміг І.Цвєткову вивезти з квартири заарештованого Лодиженського підпільну соціал-демократичну друкарню. У грудні 1904 року надавав допомогу пораненим і виступив із протестом перед поліцмейстером на літературному вечорі «Товариства поширення народної освіти», коли після промов Граціанова та Лежави про російсько-японську війну поліцейські почали бити шашками присутніх. 14(27) грудня залучений до дізнання Нижегородським жандармським управлінням за звинуваченням у участі у протиурядовій маніфестації 27 листопада  у Нижегородському народному домі. 25 травня (7 червня) дізнання припинено.
Вступив до партії соціалістів-революціонерів, був членом Нижегородського комітету партії. 1905 року організував санітарний загін при Канавінській соціал-демократичній бойовій дружині. Прочитав кілька лекцій про допомогу пораненим сестрам милосердя та членам Червоного Хреста у Сормові. Після придушення грудневого повстання допоміг тікати з Бабушкінської лікарні Євніну. 23 грудня 1905 року заарештований, поміщений в Нижегородську в'язницю, переведений в Бутирську в'язницю. Заслання у Сибір замінене засланням до Астрахані, і в березні 1906 він був адміністративно засланий туди на чотири роки. Допоміг бігти за кордон з Астраханського заслання Яворському.

### Депутат Державної Думи

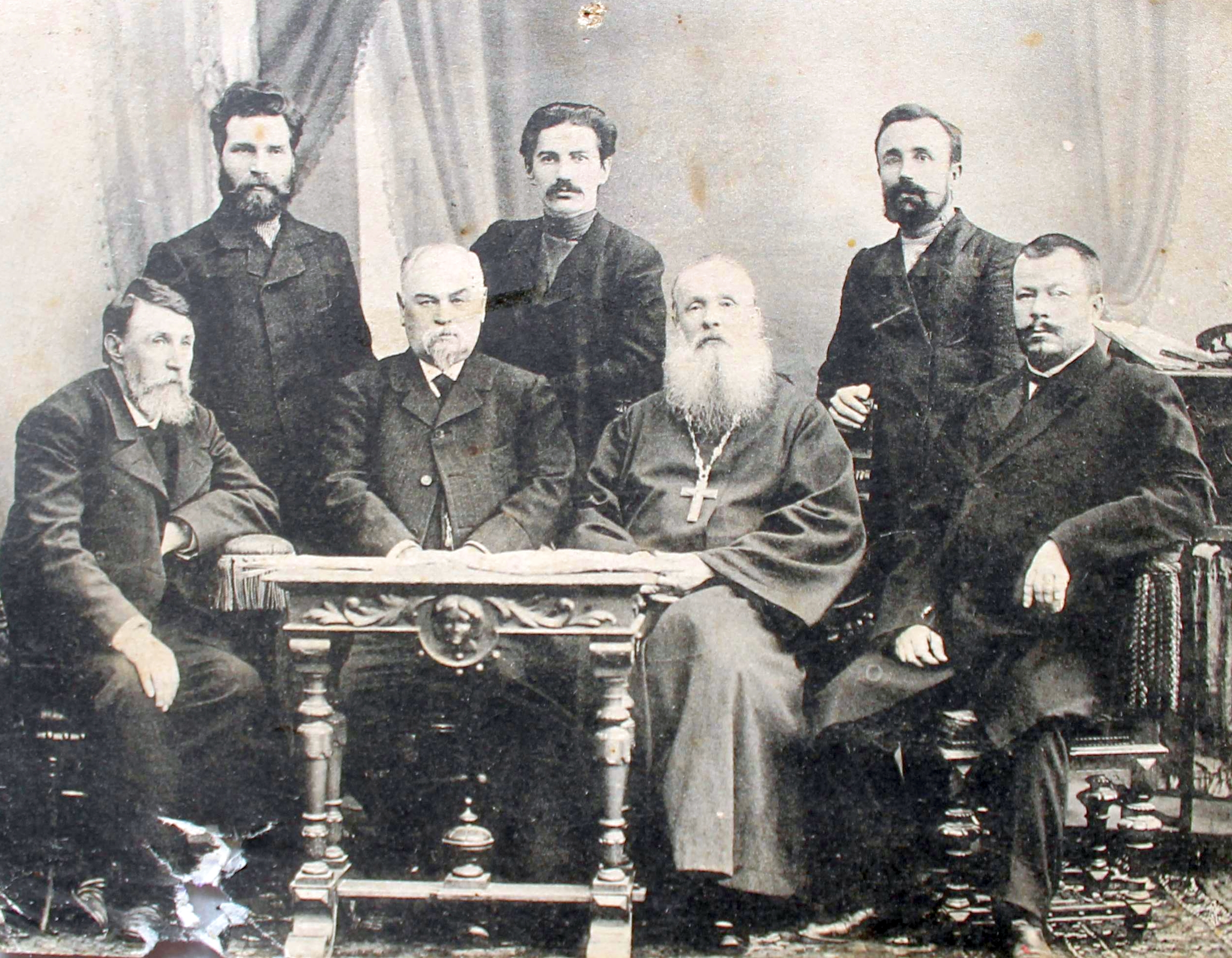
Члени ІІ Державної Думи від Нижегородської губернії. Стоять: М. С. Фокєєв, І. Р. Романов, Т. Г. Кірєєв ; сидять: Н. І. Долгополов, А. А. Савельєв, Ф. І. Володимирський, А. В. Іконніков

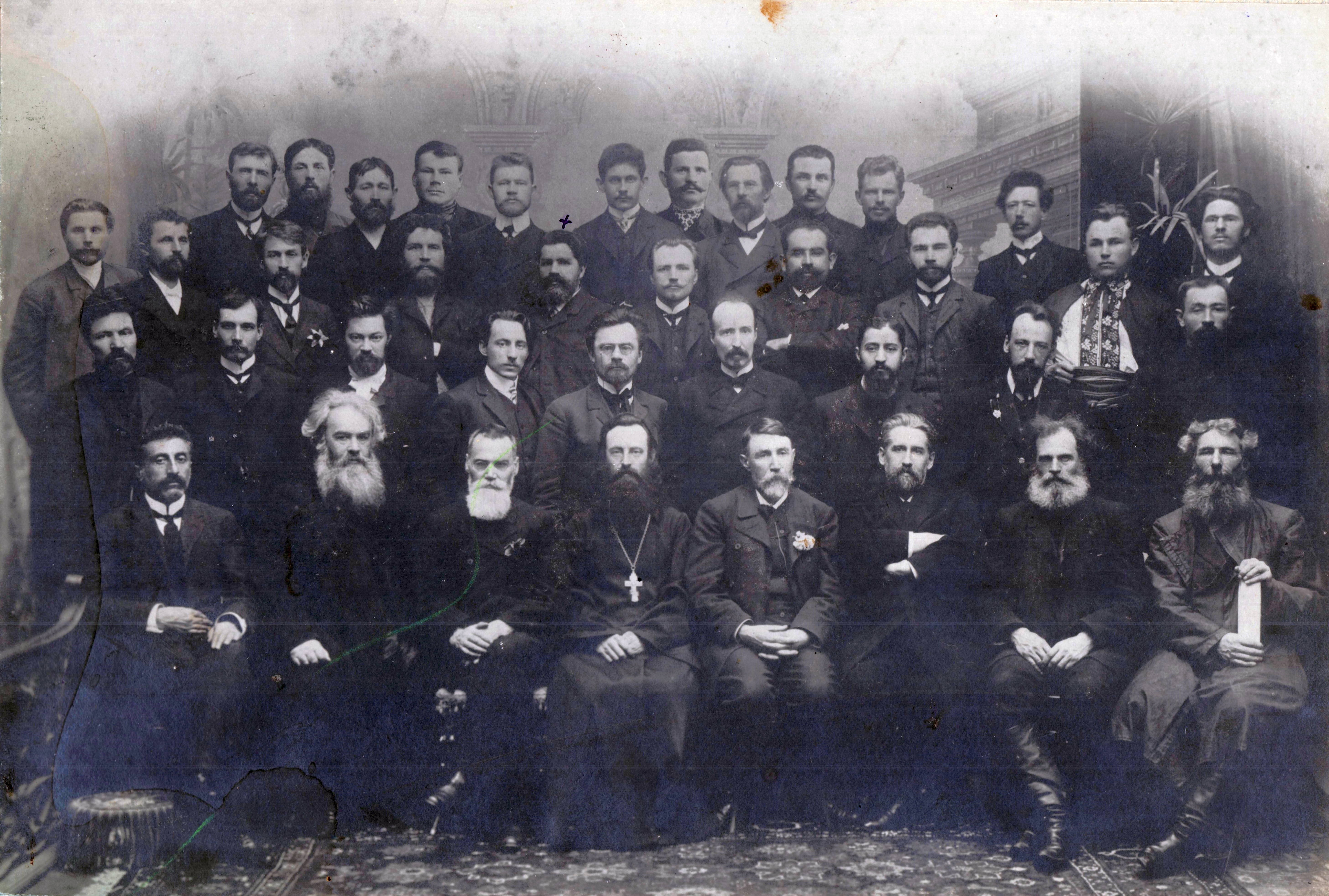
Н. І. Долгополов (5-й ліворуч, 1-й ряд) у парламентській групі есерів у II Державній Думі (1907)

12 (25) лютого 1907 року обраний до Державної Думи Російської імперії II скликання від з'їзду міських виборців Нижнього Новгорода. Дізнався про своє обрання, перебуваючи на засланні в Астрахані. У Думі увійшов до складу групи Соціалістів-революціонерів. Був у думських комісіях: продовольчій та аграрній комісіях та комісії про недоторканність особистості; обраний секретарем розпорядчої комісії Думи. Брав участь в обговоренні з думської трибуни питань про скасування військово-польових судів та надання продовольчої допомоги населенню.
4 (17) березня 1907 року, тобто через 2 тижні після відкриття Думи, разом із лікарем М. К. Рубісовим, селянином з Чернігівщини В. І. Хвостом і подільським священником А. Ю. Гриневичем звернувся до депутатів-українців із закликом для обговорення питання про створення фракції, і таким чином став разом із ними ініціатором створення «Української трудової громади», яка складалася з 47 осіб.

### Після розпуску Думи
Після розпуску Думи Долгополова було позбавлено права проживати у містах і право обіймати офіційні пости. Повернувся до Астрахані, де займався приватною медичною практикою. Був обраний голосним Астраханської міської думи. Після Лютневої революції 1917 увійшов до складу виконавчого міського комітету. За деякими відомостями, в цей час став професором Астраханського медичного інституту.
Ніфонт Іванович Долгополов заразився, надаючи допомогу хворим під час епідемії висипного тифу, і 16 січня 1922 року помер в Астрахані. Тіло було перевезене рідними до Москви, похований на Новодівочому цвинтарі.

## Родина

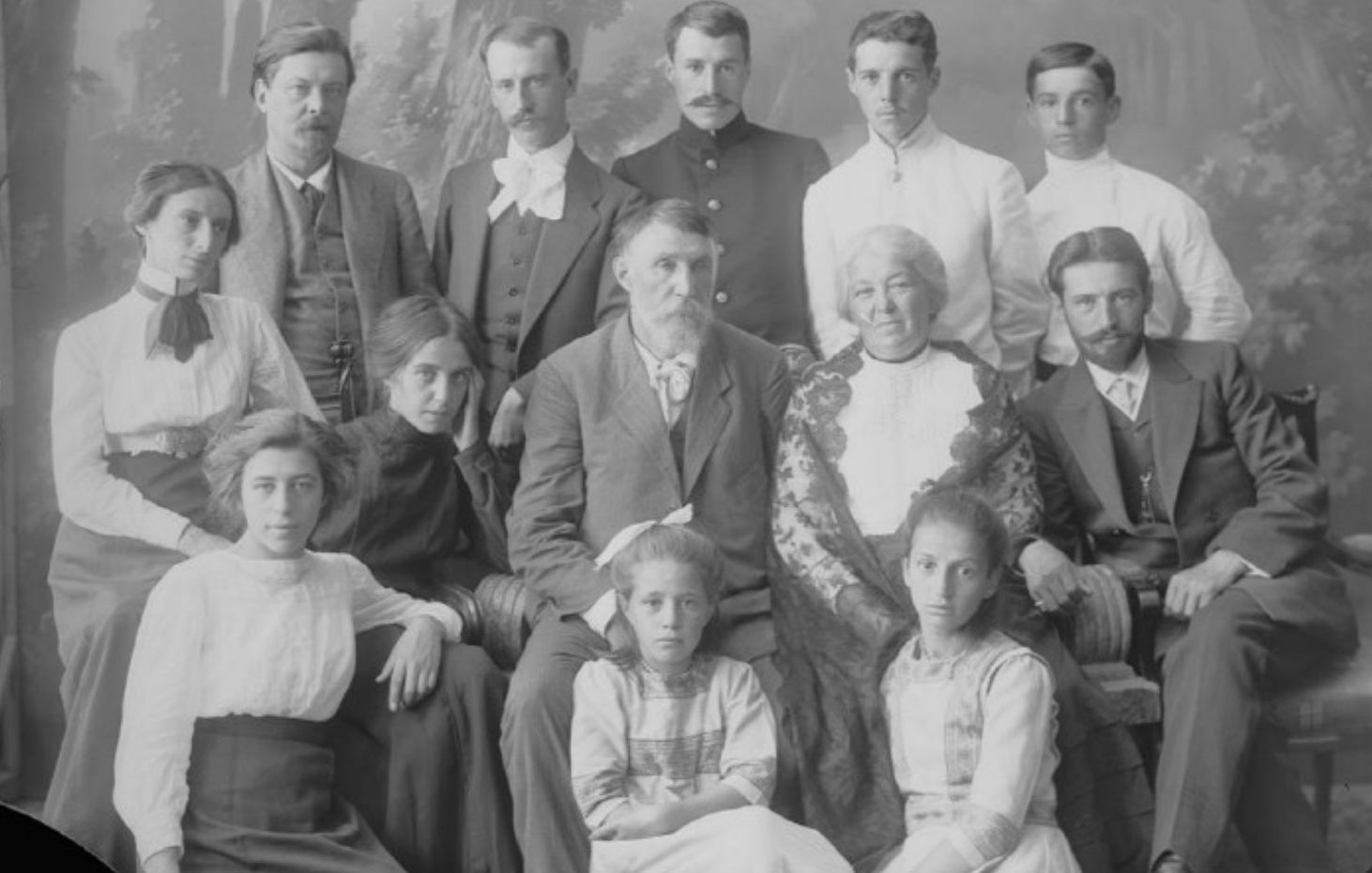
Н. І. Долгополов із сім'єю. 1909 р. Перший ряд (зліва направо): Надія, Євдокія, Галина; другий ряд: Людмила, Олександра, Н. І. Долгополов, його дружина Віра Долгополова, Тарас; Третій ряд: чоловік дочки, чоловік дочки, Микола, Борис, Віктор.

- Дружина — Віра Фоминична Долгополова, уроджена Шейна-Хася Мовшевна Шур (1861—1935[11]) — дочка могилівського купця 1-ої гільдії[12], революціонерка, редакторка єврейської соціалістичної газети у Відні «Гоемес» («Правда»), авторка спогадів[13].
  - Син — Тарас Ніфонтович Долгополов (?-?)
  - Дочка — Людмила Ніфонтівна, у шлюбі (?) Маслова (1885—1944) — хірург, похована поряд з батьком[14].
  - Син — Микола Ніфонтович Долгополов (1886—1976) — заступник вченого секретаря Комітету з хімізації народного господарства[15].
  - Дочка — Олександра Ніфонтівна Долгополова (1889—1970) — терапевт, одружена з А. Ю. Лампом[11].
  - Син — Борис Ніфонтович Долгополов (1892—1981) — адвокат, член колегії захисників, був захисником на ряді процесів над німецькими військовими злочинцями (зокрема, генерал-майора Адольфа Гамана[16]), похований на Новодівичому кладовищі поряд з батьком[17][18].
  - Син — Віктор Ніфонтович Долгополов (1893—1973) — начальник Академснабу АН СРСР, похований поряд з батьком[14].
  - Дочка — Надія Ніфонтівна Долгополова (1893—1983) — грунтознавиця, наукова співробітниця МДУ, одружена з Д.Нагорським[11].
  - Дочка — Галина Нифонтівна, до шлюбу (?) Дроздова (1898—1982) — референт, похована поряд з батьком[14].

## Твори
- Долгополов, Н. И. К вопросу об организации народных медицинских чтений и о необходимой взаимной связи с этой целью медицинских обществ. — СПб. : тип. М-ва пут. сообщ. (т-ва И.Н. Кушнерев и К°), 1894. — 4 с.[19]
- Холевинская М.М., Долгополов, Н. И. Памяти П.П. Белоусова. — СПб. : тип. М.М. Стасюлевича, 1896. — 7 с.[20]
- Долгополов, Н. И. Толстой как учитель жизни и педагог. — Астрахань : тип. Апресянц и Окур, 1911.[21]

## Пам'ять
- У Нижньому Новгороді на честь Н. І. Долгополова названа вулиця (колишня вул. Новинська)[22] .
- Міська Бабушкінська лікарня в Нижньому Новгороді деякий час звалася Довгополовською, потім міською хірургічною № 6, нині там розташований Торговий центр «Канавінський дворик» (ТОВ «Інвест-капітал»), вул. Долгополова, 49[23] .

### У мистецтві
Н. І. Долгополов є прототипом засланця лікаря Федора Івановича Павлова в романі Мухтара Ауезова «Шлях Абая». У художньому фільмі «Пісні Абая», знятому в 1945 році за романом Мухтара Ауезова роль Н. І. Долгополова виконав актор Олег Жаков .

### Рекомендована література
- Шур Хася . Спогади. — Курськ, тип. «Поліграфоб'єднання» ДСНГ, 1927. — 218 с. — 2000 екз

### Архіви
- Російський державний історичний архів. — Ф. 1278. — Оп. 1 (2-й скликання). — Д. 134; Д. 581.